# Rai Next
Rai Next è stato un canale televisivo digitale della Rai presente solo nelle aree in cui era stato completato lo Switch-off.
Trasmetteva dei promo dei programmi Rai della settimana successiva, pubblicità sul digitale terrestre e pubblicità sull'offerta digitale del servizio pubblico.
Ha rimpiazzato nel 2009 il canale Rai Test 1.
Le trasmissioni sono terminate a fine settembre 2009.